# Сърбосек
Сърбосек (в буквален превод сърбо-резач, на хърватски често превеждано като главорез) бил специално създаден нож с цел "бързо изколване" на сърби и други жертви на хърватската клерикалнонационалистическа организация Усташа, действаща по времето на Втората световна война в новосъздадената Независима хърватска държава, включваща днешните Хърватия и Босна. 
В действителност това е бил селскостопански нож, създаден през 20 - те години с цел прерязване на връзките на пшеничните класове, който не е бил пригоден за прерязване на човешка плът заради извитото, късото и тъпото в края острие, правещо невъзможно да боде или реже, и е произвеждан във Фабриката „Братя Грефрат“ от град Золинген, Германия (съществуваща и до днес, но под ново име). Горната част на ножа била направена от кожа, като част от ръкавица, проектирана така, че палецът да минава през разрез и да се движи свободно. По този начин единствено сребристото острие е било изпъкнала неподвижна част. На всичките снимки на жестокостите си извършващите ги усташи са използвали щикове, с които са пробождали жертвите си в жизненоважните органи, но е възможно ножът да е бил използван от някои усташи като садистично извращение към жертвите. 